# Маккормак, Гэван
Гэ́ван Макко́рмак (англ. Gavan McCormack; род. 12 октября 1937 года) — австралийский востоковед, китаист и японист.

## Биография
В 1959 году получил степень бакалавра гуманитарных наук по праву и искусствам в Мельбурнском университете, а в 1962 году — степень магистра по истории.
В 1962—1963 годах учился в Осакском университете иностранных языков, где получил диплом по японскому языку и культуре. В 1963—1966 годах учился в Школе востоковедения и африканистики (англ. SOAS, University of London), где получил диплом по китайскому языку, а через два года магистра страноведения по востоковедению. В 1974 году получил степень доктора философии по истории за диссертацию «Чжан Цзолинь, мукденская военщина и Япония в 1920—1928: Развитие и взаимосвязи китайской военной диктатуры и японского империализма в Северном Китае» (англ. Chang Tso-lin, the Mukden Military Clique, and Japan, 1920–1928: The Development and interrelationships of Chinese warlordism and Japanese imperialism in northeast China).
Преподавал в Лидском университете, Университете Аделаиды и Университете Ла Тробе (англ. La Trobe University).
С 1990 года — профессор японистики в Австралийском национальном университете.
В 2007—2009 годах был членом редакционного совета южнокорейской газеты Гёнхян Синмун (кор. 경향신문).
Член редакционной коллегии научного журнала The Asia-Pacific Journal: Japan Focus.

## Научная деятельность
Научные интересы Маккормака лежат в области «современной японской (и восточно-азиатской) политической, интеллектуальной и экологической истории». Публиковался в научных и популярных журналах, на темы освободительной борьбы в Юго-Восточной Азии. Позднее он увлёкся вопросами экологии и в 1996 году опубликовал книгу «Тщетность японского изобилия» (англ. The Emptiness of Japanese Affluence), где показал иллюзорность японского экономического успеха, основанного на эксплуатации природы, что грозит большой бедой целому региону. Он выступал с критикой политики Джорджа Буша-младшего и американского правительства в целом. Он утверждал, что северокорейская ядерная программа оправдана на фоне воинственной американской риторики.
Был приглашённым профессором в Киотском университете, Международном христианском университете (англ. International Christian University), Токийском технологическом институте, Университете Кобе, Университете Рицумейкан, Цукубском университете.

## Научные труды

### Монографии
- Japanese Imperialism Today: Co-prosperity in Greater East Asia (co-authored with Jon Halliday[англ.]), London and New York, Penguin[англ.] and Monthly Review#Monthly Review Press[англ.], 1974, 279 pp. ISBN 0-14-021669-3.
- Crisis in Korea, co-edited with John Gittings[англ.], Nottingham, the Russell Press, Spokesman University Paperback No.17, 1977; 190 pp. ISBN 0-85124-186-7.
- Chang Tso-lin in Northeast China, 1911—1928: China, Japan and the Manchurian Idea, Stanford University Press, 1977, 334 pp. ISBN 0-8047-0945-9.
- Korea North and South, co-edited with Mark Selden[англ.], New York, Monthly Review Press, 1978, 240 pp.
- Twice Victims: Koreans at Hiroshima, edited and introduced, jointly translated from Japanese with Kang Ok Su, Tokyo, The Korean Peace Committee in Japan, 1981, 44 pp.
- Cold War Hot War: An Australian Perspective on the Korean War, Sydney, Hale and Iremonger, 1983; 191 pp ISBN 0-86806-082-8, ISBN 0-86806-083-6 (pbk).
- The Price of Affluence: Dilemmas of Contemporary Japan, translator-in-chief and editor of Rokuro Hidaka's Sengo Shiso o Kangaeru (Tokyo), Iwanami, 1980). Tokyo and New York, Kodansha International, 1984
- Japanese Society: Ins and Outs in Showa 60, translated and edited by Gavan McCormack and Yoshio Sugimoto, Papers of the Japanese Studies Centre, Melbourne, No. 8, December 1986, 30 pp.
- Democracy in Contemporary Japan, co-edited with Yoshio Sugimoto, Sydney, Hale and Iremonger, and New York, M.E. Sharpe, 1986, 272 pp ISBN 0-87332-397-1, ISBN 0-87332-398-X (pbk).
- The Japanese Trajectory: Modernization and Beyond, co-edited with Yoshio Sugimoto. Cambridge University Press, 1988, 300 pp ISBN 0-521-34515-4.
- Bonsai Australia Banzai: Multifunctionpolis and the Making of a Special Relationship with Japan, Gavan McCormack, ed., Pluto Press, Sydney, 1991, 228pp.
- The Burma-Thailand Railway: memory and history, (co-edited with Hank Nelson), ed, Sydney, Allen and Unwin, 1993, 175pp ISBN 978-1-86373-423-3.
- Korea Since 1850, (co-authored with Stewart Lone), Melbourne, Longman Cheshire, and New York, St. Martin’s Press, 1993, 226 pp. ISBN 0-582-87111-5, ISBN 0-312-09685-2.
- Peace and Regional Security in the Asia-Pacific: A Japanese Proposal, translated, edited and introduced, Peace Research Centre, Research School of Pacific Studies, ANU, Working Paper No 158, September 1995, 59pp.
- The Emptiness of Japanese Affluence, Armonk, New York: M.E. Sharpe, 311pp. 1996. (Co-published with Allen and Unwin, Sydney). ISBN 1-56324-711-9, ISBN 1-56324-712-7 (pbk).
- Multicultural Japan: Palaeolithic to Postmodern, Cambridge, Cambridge University Press, 1996. (co-edited with Donald Denoon, Mark Hudson, and Tessa Morris-Suzuki). 296 pp. ISBN 0-521-55067-X
- (with Glenn Hook[англ.]), Japan’s Contested Constitution — documents and analysis, London and New York, Routledge, 2001, 212 pages. ISBN 0-415-24099-9 (hbk), ISBN 0-415-24100-6 (pbk).
- Target North Korea: Pushing North Korea to the Brink of Nuclear Catastrophe, New York, Nation Books, and Sydney, Random House Australia, 2004. 228 pp. ISBN 1-56025-557-9.

### Статьи
- «Some Radical Utopian Movements in Early Europe and China» in Afrasian, School of Oriental and African Studies, University of London, 1969, pp. 16–22.
- «The Student Left in Japan» in New Left Review, No. 65, January-February 1971, pp. 37–53. Reproduced in part in Jon Livingston, Felicia Oldfather & Joe Moore (eds.), The Japan Reader, 2 vols., New York, Pantheon[англ.], 1973, Vol.2, pp. 552–56.
- «The Tokyo-Taipei-Seoul Nexus» (with Jon Halliday) in Journal of Contemporary Asia[англ.], Vol.2, No.1, Spring 1972, pp. 36–55.
- «Japan and America» (with Jon Halliday) in New Left Review, No.77, January-February 1973, pp. 59–76.
- «The Politics of Korean Studies in Europe» in Journal of Contemporary Asia, Vol.7, No.3, 1977, pp. 387–392.
- «The South Korean Phenomenon» in Australian Outlook, published by the Australian Institute of International Affairs, Vol.32, No.3, December 1978, pp. 262–278.
- «The Kampuchean Revolution, 1975—1978, The Problem of Knowing the Truth» in Arena (Melbourne), No.53, September 1979, pp. 40–82.
- Revised and expanded version in Journal of Contemporary Asia, Vol.10, 1-2, 1980, pp. 75–118.
- «Kampuchea: Nationalism, Intervention, Revolution», Working Paper No.11, Antropologisch-Sociologisch Centrum, Universiteit van Amsterdam, 1982
- «Cambodia: Rationale for a Rural Policy» (review article) in Journal of Contemporary Asia, Vol.11, No.2, 1981, pp. 231–236.
- «Korea North and South» in Arena (Melbourne), 56, pp. 34–40, November 1980.
- «Letter from Pyongyang» in Far Eastern Economic Review, 15 August 1980.
- «1930’s Japan: Fascist?» in Social Analysis (Adelaide), No.5/6 December 1980, pp. 125–43, also in Bulletin of Concerned Asian Scholars, 14, 2, April-June 1982, pp. 20–33.
- «North Korea: Kimilsungism — Path to Socialism?» in Bulletin of Concerned Asian Scholars, 13, 4, October-December 1981, pp. 50–61.
- «The Reunification of Korea: Problems and Prospects» in Pacific Affairs (Vancouver: University of British Columbia), 55, 1, pp. 5–31, Spring 1982.
- «Yellow Rain» (review article discussing Grant Evans' The Yellow Rainmakers: Are Chemical Weapons being used in Southeast Asia? in Arena, No.66, 1984, pp. 196–205.